# Godoliasz
Godoliasz – postać biblijna ze Starego Testamentu, syn Achikama, zarządca Judei mianowany przez króla Nabuchodonozora z Babilonu po zdobyciu przez niego Jerozolimy.
Dążąc do odbudowy kraju, namawiał pozostałych w Judzie mieszkańców do postawy lojalistycznej, obiecując w zamian dobrobyt. Podczas jego rządów zebrano obfite plony winorośli i innych owoców. Odrzucał ostrzeżenia Jochanana o spisku na jego życie. Po kilku miesiącach został zamordowany przez Izmaela, członka rodziny królewskiej. Żydzi wciąż mieszkający w Judzie obawiali się, czy Babilończycy nie potraktują tego jako rebelii, i uciekli do Egiptu.